# عبد الرحمن فقيه
عبد الرحمن عبد القادر فقيه (ولد عام 1925 في مكة المكرمة، السعودية) هو رجل أعمال سعودي ومؤسس مزارع فقيه للدواجن ورئيس سلسلة مطاعم الطازج، كما يرأس مؤسسات أخرى مثل مجموعة فقيه السياحية ومركز فقيه للأبحاث والتطوير. يعتبر من أوائل رجال الأعمال الذين أدخلوا صناعة الدواجن بالأساليب الحديثة في السعودية.

## مناصبه
- مؤسس ورئيس مزارع فقيه للدواجن
- مؤسس ورئيس سلسلة مطاعم الطازج
- مؤسس ورئيس مجلس إدارة مركز فقيه للأبحاث والتطوير[3]
- مؤسس ورئيس مجموعة فقيه للمشاريع السياحية[1]
- مؤسس مركز اسيا لغسيل الكلى[4]
- مؤسس مدارس عبد الرحمن فقيه النموذجية بمكة المكرمة
- عضو مجلس الأمناء في مؤسسة الملك عبد العزيز ورجاله لرعاية الموهوبين
- عضو مؤسس ونائب رئيس مجلس الإدارة في مركز الأمير عبد الله للتنمية البشرية[4]
- رئيس مجلس الإدارة والعضو المنتدب لشركة مكة للإنشاء والتعمير[5]
- رئيس مجلس أوقاف مكة المكرمة
- رئيس مجلس المديرين بشركة عجائب البحار
- رئيس مجلس المديرين لشركة عصر البذور لإنتاج الأعلاف
- عضو مجلس إدارة جريدة الندوة
- عضو مجلس الأمناء بإدارة هيئة الإغاثة الإسلامية العالمية
- رئيس جمعية مكة المكرمة للتنمية الاجتماعية بالنيابة
- أمين وعضو لجنة السجناء المعسرين بمكة المكرمة
- عضو لجنة إصلاح ذات البين بمنطقة مكة المكرمة
- عضو لجنة الساقية والرفادة بمكة المكرمة والمشاعر المقدسة
- عضو جمعية مراكز الأحياء بمكة المكرمة
- عضو هيئة الإشراف على مدارس الجاليات
- عضو مؤسس في مجلس الشركاء بكليات العلوم والتقنية
- عضو في مجلس إدارة المستودع الخيري بمكة المكرمة
- عضو شرف مركز جدة للعلوم والتكنولوجيا
- مؤسس بجمعية الأطفال المعاقين بمكة المكرمة
- عضو الجمعية الخيرية لمساعدة الشباب على الزواج
- عضو شرف مجلس إدارة نادي الوحدة الرياضي[6]
- عضو شرف جمعية البر الخيرية بالطائف
- عضو مجلس رجال الأعمال السعودي – الأمريكي
- عضو مجلس إدارة مبرة شهداء الحرم المكي الشريف
- رئيس الغرفة التجارية الصناعية بمكة المكرمة
- عضو مجلس إدارة شركة الكهرباء بمكة المكرمة والطائف
- عضو مجلس إدارة المؤسسة العامة للموانئ
- عضو المجلس البلدي لمكة المكرمة
- عضو مجلس إدارة الشركة الوطنية للتنمية الزراعية (نادك)
- عضو المجلس التأسيسي لمركز مكة الطبي
- عضو مجلس منطقة مكة المكرمة
- عضو لجنة التنمية الاقتصادية بمجلس منطقة مكة
- عضو لجنة الخدمات والمرافق والتطوير بمجلس منطقة مكة المكرمة
- عضو جمعية البر الخيرية بمكة المكرمة

## الميداليات والشهادات التقديرية
- ميدالية الاستحقاق من الدرجة الأولى عام 1388هـ[2]
- شهادة المزارع المثالي في مجال تربية الدواجن من وزارة الزراعة بالمملكة عام 1406هـ[2]
- وسام الملك عبد العزيز من الدرجة الأولى لرجال الأعمال المميزين لعام 1420هـ[7]

## وصلات خارجية
- موقع مجموعة فقيه القابضة
- موقع مدارس عبد الرحمن فقيه النموذجية - مكة المكرمة
- مجموعة فقيه السياحية
- موقع مطاعم الطازج
- موقع فقيه للدواجن
- موقع مشروع جبل خندمة